# Liste der Naturdenkmale in Roth (Landkreis Altenkirchen)
Die Liste der Naturdenkmale in Roth nennt die im Gemeindegebiet von Roth ausgewiesenen Naturdenkmale (Stand 15. Februar 2024).

## Ehemalige Naturdenkmale
| Nr.         | Bezeichnung              | Lage                               | Beschreibung                                           | Bild                                    |
| ----------- | ------------------------ | ---------------------------------- | ------------------------------------------------------ | --------------------------------------- |
| ND-7132-435 | Ahorn in der Eisenstraße | Eisenstraße, gegenüber Nr. 36 Lage | Acer sp.; Rechtsverordnung aufgehoben und Baum gefällt | Direkt Bild zu diesem Denkmal hochladen |